# Ranunculus pimpinellifolius
Ranunculus pimpinellifolius är en ranunkelväxtart som beskrevs av William Jackson Hooker. Ranunculus pimpinellifolius ingår i släktet ranunkler, och familjen ranunkelväxter. Inga underarter finns listade i Catalogue of Life.